# Lista de rios dos Estados Unidos
Esta é uma lista dos rios mais longos dos Estados Unidos e inclui os respectivos afluentes principais de mais de 400 km de comprimento e com bacia hidrográfica maior que 50 000 km². 

## Advertências sobre a tabela
Na tabela abaixo tenta-se identificar todos os rios nas condições acima referidas. A tabela lista os seguintes atributos:
- O nome. Em geral, usam-se os anglicismos dos nomes mais habituais, e nos casos em que não existe uso habitual da transliteração para língua portuguesa.
- O comprimento (km). Deve ter-se atenção com o uso dos dados da tabela. Para a maioria dos rios, as diversas fontes proporcionam informação contraditória sobre o comprimento. Existem notas de rodapé se se trata de comprimento médio de várias fontes de informação. Em grande parte dos rios de planície da América do Norte foram construídas barragens para regular o caudal e evitar inundações, o que provocou a diminuição do seu comprimento, em alguns casos de forma significativa, quando longos trechos sinuosos foram submergidos em lagos artificiais. Isto deve ter-se em atenção ao estudar fontes antigas.

- O curso de água ou massa de água onde o rio desagua.
- O oceano ou mar onde desagua cada rio, mediante o código de cores na margem.
- Os rankings de comprimento. Há dois rankings para os rios de mais de 400 km: o primeiro por comprimento absoluto, considerando incluídos todos os afluentes que não formem parte do rio principal; o segundo, considerando somente os rios principais, ou seja, excluindo afluentes e recolhendo só os que desagúem directamente no mar (ou em alguma outra massa de água sem drenagem posterior, como um lago). Para evitar classificar um mesmo rio duas vezes, consideram-se da seguinte maneira:

- Se um rio tem mais de 500 km, mas faz parte de um sistema mais longo, não se considera no estabelecimento dos rankings e simplesmente surge na lista com um asterisco (*). Este é o caso do sistema fluvial Mississippi—Missouri—Jefferson;
- Se um rio tem mais de 500 km e desagua simplesmente noutro, considera-se ao estabelecer os rankings (é o caso do rio Missouri).

A tabela está ordenada segundo o comprimento dos rios, considerando os sistemas fluviais das fontes mais longínquas (adverte-se expressamente sobre o sistema considerado) e listando agrupados todos os afluentes que pertençam ao mesmo rio ou sistema principal.

## Rios mais longos dos Estados Unidos da América
|         |         |                                        |                                        |                                        |                                        |                                        |                                        |             |           |        |                                  | |
| Ranking | Ranking |                                        |                                        |                                        |                                        |                                        |                                        | Comprimento | Bacia     | Caudal |                                  | |
| Mar     | Total   | Rio (ou afluente)                      | Rio (ou afluente)                      | Rio (ou afluente)                      | Rio (ou afluente)                      | Rio (ou afluente)                      | Rio (ou afluente)                      | km          | km²       | m³/s   | Foz                              | Estados que atravessa |
| 01      | *       | Sistema Mississippi—Missouri—Jefferson | Sistema Mississippi—Missouri—Jefferson | Sistema Mississippi—Missouri—Jefferson | Sistema Mississippi—Missouri—Jefferson | Sistema Mississippi—Missouri—Jefferson | Sistema Mississippi—Missouri—Jefferson | 6 275       | 3 238 000 | 16 200 | Golfo do México                  | Arkansas, Illinois, Iowa, Kentucky, Luisiana, Minnesota, Mississippi, Missouri, Tennessee, Wisconsin, Dakota do Norte, Dakota do Sul, Kansas, Montana e Nebraska |
| -       | 002     | Rio Mississippi                        | Rio Mississippi                        | Rio Mississippi                        | Rio Mississippi                        | Rio Mississippi                        | Rio Mississippi                        | 3 766       | 3 238 000 | 16 200 | Golfo do México                  | Minnesota, Wisconsin, Iowa, Illinois, Missouri, Kentucky, Arkansas, Tennessee, Mississippi e Luisiana                                                            |
| -       | 001     | -                                      | Rio Missouri                           | Rio Missouri                           | Rio Missouri                           | Rio Missouri                           | Rio Missouri                           | 4 088       | 1 371 000 | 529    | Rio Mississippi                  | Dakota do Norte, Dakota do Sul, Iowa, Kansas, Missouri, Montana e Nebraska.                                                                                      |
| -       | 014     | -                                      | -                                      | Sistema Platte-Platte Norte            | Sistema Platte-Platte Norte            | Sistema Platte-Platte Norte            | Sistema Platte-Platte Norte            | 1 593       | 219 890   |        | Rio Missouri                     | Colorado, Nebraska e Wyoming |
| -       | 053     | -                                      | -                                      | -                                      | Rio Platte Sul ou Jesus Maria          | Rio Platte Sul ou Jesus Maria          | Rio Platte Sul ou Jesus Maria          | 711         |           |        | Rio Platte                       | Colorado e Nebraska |
| -       | 108     | -                                      | -                                      | -                                      | Rio Loup                               | Rio Loup                               | Rio Loup                               | 450         |           |        | Rio Platte                       | Nebraska |
| -       | 023     | -                                      | -                                      | Rio Milk                               | Rio Milk                               | Rio Milk                               | Rio Milk                               | 1 173       |           |        | Rio Missouri                     | Montana / Alberta ( Canadá) |
| -       | 031     | -                                      | -                                      | Rio Yellowstone                        | Rio Yellowstone                        | Rio Yellowstone                        | Rio Yellowstone                        | 1 114       | 181 299   | 365    | Rio Missouri                     | Dakota do Norte, Montana e Wyoming |
| -       | 048     | -                                      | -                                      | -                                      | Rio Bighorn                            | Rio Bighorn                            | Rio Bighorn                            | 742         |           |        | Rio Yellowstone                  | Dakota do Norte e Montana |
| -       | 071     | -                                      | -                                      | -                                      | Rio Powder                             | Rio Powder                             | Rio Powder                             | 604         |           |        | Rio Yellowstone                  | Dakota do Norte e Montana |
| -       | 112     | -                                      | -                                      | -                                      | Rio Tongue                             | Rio Tongue                             | Rio Tongue                             | 426         |           |        | Rio Yellowstone                  | Dakota do Norte e Montana |
| -       | 021     | -                                      | -                                      | Sistema Kansas-Smoky Hill              | Sistema Kansas-Smoky Hill              | Sistema Kansas-Smoky Hill              | Sistema Kansas-Smoky Hill              | 1 175       | 89 155    |        | Rio Missouri                     | Colorado e Kansas |
| -       | 052     | -                                      | -                                      | -                                      | Rio Republican                         | Rio Republican                         | Rio Republican                         | 716         |           |        | Rio Kansas                       | Kansas e Missouri |
| -       | 100     | -                                      | -                                      | -                                      | Rio Saline (Kansas)                    | Rio Saline (Kansas)                    | Rio Saline (Kansas)                    | 459         |           |        | Rio Smoky Hill                   | Kansas e Missouri |
| -       | 118     | -                                      | -                                      | -                                      | Rio Big Blue                           | Rio Big Blue                           | Rio Big Blue                           | 402         |           |        | Rio Kansas                       | Kansas e Nebraska |
| -       | 049     | -                                      | -                                      | -                                      | -                                      | Rio Little Blue                        | Rio Little Blue                        | 724         |           |        | Rio Big Blue                     | Kansas e Nebraska |
| -       | 026     | -                                      | -                                      | Rio James                              | Rio James                              | Rio James                              | Rio James                              | 1 143       | 53 491    |        | Rio Missouri                     | Dakota do Norte e Dakota do Sul |
| -       | 043     | -                                      | -                                      | Sistema Osage-Marais des Cygnes        | Sistema Osage-Marais des Cygnes        | Sistema Osage-Marais des Cygnes        | Sistema Osage-Marais des Cygnes        | 804         | 39 600    |        | Rio Missouri                     | Missouri e Kansas |
| -       | 105     | -                                      | -                                      | Rio Chariton                           | Rio Chariton                           | Rio Chariton                           | Rio Chariton                           | 450         |           |        | Rio Missouri                     | Missouri e Iowa |
| -       | 038     | -                                      | -                                      | Rio Pequeño Missouri                   | Rio Pequeño Missouri                   | Rio Pequeño Missouri                   | Rio Pequeño Missouri                   | 901         |           |        | Rio Missouri                     | Dakota do Norte |
| -       | 093     | -                                      | -                                      | Rio Cheyenne                           | Rio Cheyenne                           | Rio Cheyenne                           | Rio Cheyenne                           | 475         |           |        | Rio Missouri                     | Dakota do Sul-Wyoming |
| -       | 095     | -                                      | -                                      | -                                      | Rio Belle Fourche                      | Rio Belle Fourche                      | Rio Belle Fourche                      | 470         |           |        | Rio Cheyenne                     | Dakota do Sul-Wyoming |
| -       | 041     | -                                      | -                                      | Rio White                              | Rio White                              | Rio White                              | Rio White                              | 816         |           |        | Rio Missouri                     | Dakota do Sul e Nebraska |
| -       | 054     | -                                      | -                                      | Rio Niobrara                           | Rio Niobrara                           | Rio Niobrara                           | Rio Niobrara                           | 692         |           |        | Rio Missouri                     | Wyoming e Nebraska |
| -       | 096     | -                                      | -                                      | Rio Gran Sioux                         | Rio Gran Sioux                         | Rio Gran Sioux                         | Rio Gran Sioux                         | 470         |           |        | Rio Missouri                     | Iowa e Dakota do Sul |
| -       | 097     | -                                      | -                                      | Rio Musselshell                        | Rio Musselshell                        | Rio Musselshell                        | Rio Musselshell                        | 470         |           |        | Rio Missouri                     | Montana |
| -       | 115     | -                                      | -                                      | Rio Gasconade                          | Rio Gasconade                          | Rio Gasconade                          | Rio Gasconade                          | 425         |           |        | Rio Missouri                     | Missouri |
| -       | 116     | -                                      | -                                      | Sistema Solomon-North Fork Solomon     | Sistema Solomon-North Fork Solomon     | Sistema Solomon-North Fork Solomon     | Sistema Solomon-North Fork Solomon     | 421         |           |        | Rio Missouri                     | Kansas e Missouri |
| -       | 006     | -                                      | Rio Arkansas                           | Rio Arkansas                           | Rio Arkansas                           | Rio Arkansas                           | Rio Arkansas                           | 2 348       | 505 000   | 16 200 | Rio Mississippi                  | Arkansas, Colorado, Kansas, Oklahoma e Texas |
| -       | 030     |                                        |                                        | Rio Cimarron                           | Rio Cimarron                           | Rio Cimarron                           | Rio Cimarron                           | 1 123       | 46 565    |        | Rio Arkansas                     | Colorado, Kansas, Novo México e Oklahoma |
| -       | 016     | -                                      | -                                      | Rio Canadian                           | Rio Canadian                           | Rio Canadian                           | Rio Canadian                           | 1 458       | 121 470   |        | Rio Arkansas                     | Colorado, Novo México, Oklahoma e Texas |
| -       | 019     | -                                      | -                                      | -                                      | Rio Canadian Norte                     | Rio Canadian Norte                     | Rio Canadian Norte                     | 1 287       | 45 580    |        | Rio Canadian                     | Novo México e Oklahoma |
| -       | 048     | -                                      | -                                      | Rio Neosho                             | Rio Neosho                             | Rio Neosho                             | Rio Neosho                             | 740         |           |        | Rio Arkansas                     | Kansas e Oklahoma |
| -       | 104     | -                                      | -                                      | Rio Verdigris                          | Rio Verdigris                          | Rio Verdigris                          | Rio Verdigris                          | 451         |           |        | Rio Arkansas                     | Kansas e Oklahoma |
| -       | 009     | -                                      | Rio Red                                | Rio Red                                | Rio Red                                | Rio Red                                | Rio Red                                | 2 188       | 78 592    | 875    | Rio Mississippi                  | Arkansas, Luisiana, Oklahoma e Texas |
| -       | 036     | -                                      | -                                      | Rio Ouachita                           | Rio Ouachita                           | Rio Ouachita                           | Rio Ouachita                           | 974         | 65 000    |        | Rio Red                          | Arkansas e Luisiana |
| -       | 120     | -                                      | -                                      | -                                      | Rio Tensas                             | Rio Tensas                             | Rio Tensas                             | 400         |           |        | Rio Ouachita                     | Luisiana |
| -       | 094     | -                                      | -                                      | Rio Washita                            | Rio Washita                            | Rio Washita                            | Rio Washita                            | 475         |           |        | Rio Red                          | Oklahoma e Arkansas |
| -       | 010     | -                                      | Sistema Ohio-Allegheny                 | Sistema Ohio-Allegheny                 | Sistema Ohio-Allegheny                 | Sistema Ohio-Allegheny                 | Sistema Ohio-Allegheny                 | 2 108       | 490 603   | 7 957  | Rio Mississippi                  | Illinois, Indiana, Kentucky, Ohio, Pensilvânia e Virgínia Ocidental                                                                                              |
| -       | 017     | -                                      | -                                      | Sistema Tennessee-French Broad         | Sistema Tennessee-French Broad         | Sistema Tennessee-French Broad         | Sistema Tennessee-French Broad         | 1 426       | 105 870   |        | Rio Ohio                         | Tennessee, Alabama, Mississippi e Kentucky |
| -       | 086     | -                                      | -                                      | -                                      | Rio Clinch                             | Rio Clinch                             | Rio Clinch                             | 483         |           |        | Rio Tennessee                    | Kentucky e Tennessee |
| -       | 032     | -                                      | -                                      | Rio Cumberland                         | Rio Cumberland                         | Rio Cumberland                         | Rio Cumberland                         | 1 106       | 46 830    | 862    | Rio Ohio                         | Kentucky e Tennessee |
| -       | 046     | -                                      | -                                      | Rio Wabash                             | Rio Wabash                             | Rio Wabash                             | Rio Wabash                             | 764         | 103 500   | 1 001  | Rio Ohio                         | Indiana e Illinois |
| -       | 110     | -                                      | -                                      | -                                      | Rio White (Wabash)                     | Rio White (Wabash)                     | Rio White (Wabash)                     | 439         | 14 882    |        | Rio Wabash                       | Indiana |
| -       | 060     | -                                      | -                                      | Sistema Kanawha-New                    | Sistema Kanawha-New                    | Sistema Kanawha-New                    | Sistema Kanawha-New                    | 671         | 31 691    | 481    | Rio Ohio                         | Virgínia e Virgínia Ocidental |
| -       | 080     | -                                      | -                                      | Rio Licking                            | Rio Licking                            | Rio Licking                            | Rio Licking                            | 515         |           |        | Rio Ohio                         | Kentucky |
| -       | 068     | -                                      | -                                      | Sistema Kentucky-North Fork            | Sistema Kentucky-North Fork            | Sistema Kentucky-North Fork            | Sistema Kentucky-North Fork            | 618         | 18 000    | 285    | Rio Ohio                         | Virgínia Ocidental e Pensilvânia |
| -       | 091     | -                                      | -                                      | Rio Green                              | Rio Green                              | Rio Green                              | Rio Green                              | 480         |           |        | Rio Ohio                         | Kentucky |
| -       | 098     | -                                      | -                                      | Sistema Monongahela-Tygart Valley      | Sistema Monongahela-Tygart Valley      | Sistema Monongahela-Tygart Valley      | Sistema Monongahela-Tygart Valley      | 463         | 19 011    | 507    | Rio Ohio                         | Virgínia Ocidental e Pensilvânia |
| -       | 025     | -                                      | Rio Branco                             | Rio Branco                             | Rio Branco                             | Rio Branco                             | Rio Branco                             | 1 162       | 71 911    |        | Rio Mississippi                  | Arkansas e Missouri |
| -       | 092     | -                                      | -                                      | Rio Black                              | Rio Black                              | Rio Black                              | Rio Black                              | 480         |           |        | Rio Blanco                       | Arkansas e Missouri |
| -       | 040     | -                                      | Rio Des Moines                         | Rio Des Moines                         | Rio Des Moines                         | Rio Des Moines                         | Rio Des Moines                         | 845         | 38 340    |        | Rio Mississippi                  | Iowa, Minnesota e Missouri |
| -       | 055     | -                                      | Rio Wisconsin                          | Rio Wisconsin                          | Rio Wisconsin                          | Rio Wisconsin                          | Rio Wisconsin                          | 692         | 31 805    |        | Rio Mississippi                  | Wisconsin |
| -       | 056     | -                                      | Rio Saint Francis                      | Rio Saint Francis                      | Rio Saint Francis                      | Rio Saint Francis                      | Rio Saint Francis                      | 684         |           |        | Rio Mississippi                  | Arkansas e Missouri |
| -       | 058     | -                                      | Sistema Rio Illinois-Des Plaines       | Sistema Rio Illinois-Des Plaines       | Sistema Rio Illinois-Des Plaines       | Sistema Rio Illinois-Des Plaines       | Sistema Rio Illinois-Des Plaines       | 680         | 72 700    |        | Rio Mississippi                  | Illinois |
| -       | 075     | -                                      | Rio Minnesota                          | Rio Minnesota                          | Rio Minnesota                          | Rio Minnesota                          | Rio Minnesota                          | 534         | 44 000    |        | Rio Mississippi                  | Minnesota |
| -       | 076     | -                                      | Rio Big Black                          | Rio Big Black                          | Rio Big Black                          | Rio Big Black                          | Rio Big Black                          | 531         |           |        | Rio Mississippi                  | Mississippi |
| -       | 081     | -                                      | Rio Kaskaskia                          | Rio Kaskaskia                          | Rio Kaskaskia                          | Rio Kaskaskia                          | Rio Kaskaskia                          | 515         | 14 950    |        | Rio Mississippi                  | Missouri |
| -       | 090     | -                                      | Rio Iowa                               | Rio Iowa                               | Rio Iowa                               | Rio Iowa                               | Rio Iowa                               | 480         |           |        | Rio Mississippi                  | Iowa |
| -       | 087     | -                                      | -                                      | Rio Cedar                              | Rio Cedar                              | Rio Cedar                              | Rio Cedar                              | 483         |           |        | Rio Iowa                         | Iowa |
| -       | 101     | -                                      | Rio Rock                               | Rio Rock                               | Rio Rock                               | Rio Rock                               | Rio Rock                               | 459         |           |        | Rio Mississippi                  | Illinois e Wisconsin |
| 02      | 003     | Rio Yukon                              | Rio Yukon                              | Rio Yukon                              | Rio Yukon                              | Rio Yukon                              | Rio Yukon                              | 3 187       | 832 700   | 6 430  | Mar de Bering                    | Alasca / Yukon ( Canadá) |
| -       | 033     | -                                      | Rio Tanana                             | Rio Tanana                             | Rio Tanana                             | Rio Tanana                             | Rio Tanana                             | 1 061       | 114 000   |        | Rio Yukon                        | Alasca |
| -       | 037     | -                                      | Rio Porcupine                          | Rio Porcupine                          | Rio Porcupine                          | Rio Porcupine                          | Rio Porcupine                          | 916         | 116 810   |        | Rio Yukon                        | Alasca / Yukon ( Canadá) |
| -       | 041*    | -                                      | Rio Innoko                             | Rio Innoko                             | Rio Innoko                             | Rio Innoko                             | Rio Innoko                             | 805         |           |        | Rio Yukon                        | Alasca |
| -       | 079     | -                                      | -                                      | Rio Iditarod                           | Rio Iditarod                           | Rio Iditarod                           | Rio Iditarod                           | 523         |           |        | Rio Innoko                       | Alasca |
| -       | 042     | -                                      | Rio Koyukuk                            | Rio Koyukuk                            | Rio Koyukuk                            | Rio Koyukuk                            | Rio Koyukuk                            | 805         |           |        | Rio Yukon                        | Alasca |
| -       | 103     | -                                      | Rio Nowitna                            | Rio Nowitna                            | Rio Nowitna                            | Rio Nowitna                            | Rio Nowitna                            | 455         |           |        | Rio Yukon                        | Alasca |
| -       | 113     | -                                      | Rio Andreafsky                         | Rio Andreafsky                         | Rio Andreafsky                         | Rio Andreafsky                         | Rio Andreafsky                         | 426         |           |        | Rio Yukon                        | Alasca |
| 03      | 004     | Rio Grande (Bravo)                     | Rio Grande (Bravo)                     | Rio Grande (Bravo)                     | Rio Grande (Bravo)                     | Rio Grande (Bravo)                     | Rio Grande (Bravo)                     | 3 034       | 607 965   | 160    | Golfo de México                  | México-Texas-Colorado |
|         | 015     | -                                      | Rio Pecos                              | Rio Pecos                              | Rio Pecos                              | Rio Pecos                              | Rio Pecos                              | 1 490       | 115 000   |        | Rio Grande                       | Texas - Novo México |
| 04      | 004     | Rio São Lourenço (Grandes Lagos)       | Rio São Lourenço (Grandes Lagos)       | Rio São Lourenço (Grandes Lagos)       | Rio São Lourenço (Grandes Lagos)       | Rio São Lourenço (Grandes Lagos)       | Rio São Lourenço (Grandes Lagos)       | 3 058       | 1 030 000 | 12 600 | Oceano Atlántico                 | Minnesota / Canadá |
| 08      | 011     | Rio Brazos                             | Rio Brazos                             | Rio Brazos                             | Rio Brazos                             | Rio Brazos                             | Rio Brazos                             | 2 060       | 116 000   |        | Golfo de México                  | Texas - Novo México |
| 06      | 008     | Rio Atchafalaya                        | Rio Atchafalaya                        | Rio Atchafalaya                        | Rio Atchafalaya                        | Rio Atchafalaya                        | Rio Atchafalaya                        | 2 285       | 246 307   |        | Golfo de México                  | Luisiana e Novo México |
| 07      | *       | Sistema Columbia-Snake                 | Sistema Columbia-Snake                 | Sistema Columbia-Snake                 | Sistema Columbia-Snake                 | Sistema Columbia-Snake                 | Sistema Columbia-Snake                 | 2 250       | 703 152   | 8 470  | Oceano Pacífico                  | Oregon e Washington / Colúmbia Britânica ( Canadá) |
| -       | 012     | Rio Columbia                           | Rio Columbia                           | Rio Columbia                           | Rio Columbia                           | Rio Columbia                           | Rio Columbia                           | 1 953       | 703 152   | 8 470  | Oceano Pacífico                  | Oregon e Washington / Colúmbia Britânica ( Canadá) |
| -       | 013     | -                                      | Rio Snake                              | Rio Snake                              | Rio Snake                              | Rio Snake                              | Rio Snake                              | 1 674       | 279 720   | -      | Rio Columbia                     | Washington e Wyoming |
| -       | 057     | -                                      | -                                      | Rio Salmon                             | Rio Salmon                             | Rio Salmon                             | Rio Salmon                             | 684         | 36 260    | 313    | Rio Snake                        | Idaho |
| -       | 107     | -                                      | -                                      | Rio Owyhee                             | Rio Owyhee                             | Rio Owyhee                             | Rio Owyhee                             | 450         | 28 620    |        | Rio Snake                        | Idaho, Nevada e Oregon |
| -       | 104*    | -                                      | Rio Kootenay                           | Rio Kootenay                           | Rio Kootenay                           | Rio Kootenay                           | Rio Kootenay                           | 785         | 50 300    | 868    | Rio Columbia                     | Idaho e Montana / Colúmbia Britânica ( Canadá) |
| -       | 044     | -                                      | Rio John Day                           | Rio John Day                           | Rio John Day                           | Rio John Day                           | Rio John Day                           | 452         | 20 720    | 58     | Rio Columbia                     | Oregon |
| -       | 116*    | -                                      | Rio Deschutes                          | Rio Deschutes                          | Rio Deschutes                          | Rio Deschutes                          | Rio Deschutes                          | 406         | 27 200    | 200    | Rio Columbia                     | Oregon |
| -       | 121     | -                                      | Rio Willamette                         | Rio Willamette                         | Rio Willamette                         | Rio Willamette                         | Rio Willamette                         | 386         | 29 525    |        | Rio Columbia                     | Oregon |
| 08      | 005     | Rio Colorado                           | Rio Colorado                           | Rio Colorado                           | Rio Colorado                           | Rio Colorado                           | Rio Colorado                           | 2 334       | 390 000   | 1 200  | Oceano Pacífico                  | México e Colorado |
| -       | 022     | -                                      | Rio Green                              | Rio Green                              | Rio Green                              | Rio Green                              | Rio Green                              | 1 175       | -         | 173,3  | Rio Colorado                     | Wyoming, Utah e Colorado |
| -       | 119     | -                                      | -                                      | Rio Yampa                              | Rio Yampa                              | Rio Yampa                              | Rio Yampa                              | 402         | 19 839    |        | Rio Green                        | Colorado |
| -       | 034     | -                                      | Rio Gila                               | Rio Gila                               | Rio Gila                               | Rio Gila                               | Rio Gila                               | 1 044       | 150 740   | 172    | Rio Colorado                     | Arizona e Novo México |
| -       | 065     | -                                      | Rio San Juan                           | Rio San Juan                           | Rio San Juan                           | Rio San Juan                           | Rio San Juan                           | 644         | 64,560    |        | Rio Colorado                     | Colorado, Novo México e Utah |
| -       | 083     | -                                      | Rio Pequeño Colorado                   | Rio Pequeño Colorado                   | Rio Pequeño Colorado                   | Rio Pequeño Colorado                   | Rio Pequeño Colorado                   | 507         |           |        | Rio Colorado                     | Arizona |
| -       | 117     | -                                      | Rio Dolores                            | Rio Dolores                            | Rio Dolores                            | Rio Dolores                            | Rio Dolores                            | 402         | 11 998    |        | Rio Colorado                     | Colorado e Utah |
| 09      | 018     | Rio Colorado (Texas)                   | Rio Colorado (Texas)                   | Rio Colorado (Texas)                   | Rio Colorado (Texas)                   | Rio Colorado (Texas)                   | Rio Colorado (Texas)                   | 1 387       | 109 550   |        | Golfo de México                  | Texas |
| 10      | 020     | Sistema Mobile-Alabama-Coosa           | Sistema Mobile-Alabama-Coosa           | Sistema Mobile-Alabama-Coosa           | Sistema Mobile-Alabama-Coosa           | Sistema Mobile-Alabama-Coosa           | Sistema Mobile-Alabama-Coosa           | 1 246       | 115 000   | 1 810  | Golfo de México                  | Alabama e Geórgia |
| -       | 064     | -                                      | Rio Tombigbee                          | Rio Tombigbee                          | Rio Tombigbee                          | Rio Tombigbee                          | Rio Tombigbee                          | 644         | 49 520    |        | Rio Alabama                      | Alabama e Mississippi |
| -       | 111     | -                                      | Rio Tallapoosa                         | Rio Tallapoosa                         | Rio Tallapoosa                         | Rio Tallapoosa                         | Rio Tallapoosa                         | 431         | 12 100    | 145    | Rio Alabama                      | Alabama e Geórgia |
| 11      | 024     | Rio Kuskokwim                          | Rio Kuskokwim                          | Rio Kuskokwim                          | Rio Kuskokwim                          | Rio Kuskokwim                          | Rio Kuskokwim                          | 1 165       | 120 000   | 1 900  | Mar de Bering                    | Alasca |
| 12      | 027     | Rio Trinity                            | Rio Trinity                            | Rio Trinity                            | Rio Trinity                            | Rio Trinity                            | Rio Trinity                            | 1 140       |           | -      | Golfo de México                  | Texas |
| 13      | *       | Sistema Sacramento-Pit                 | Sistema Sacramento-Pit                 | Sistema Sacramento-Pit                 | Sistema Sacramento-Pit                 | Sistema Sacramento-Pit                 | Sistema Sacramento-Pit                 | 1 123       | 69 930    |        | Oceano Pacífico                  | Califórnia |
| -       | 051     | Rio Sacramento                         | Rio Sacramento                         | Rio Sacramento                         | Rio Sacramento                         | Rio Sacramento                         | Rio Sacramento                         | 719         | 69 930    | -      | Oceano Pacífico                  | Califórnia |
| -       | 084*    | -                                      | Rio Pit                                | Rio Pit                                | Rio Pit                                | Rio Pit                                | Rio Pit                                | 505         |           | -      | Rio Sacramento                   | Califórnia |
| *       | 028     | Rio Red do Norte                       | Rio Red do Norte                       | Rio Red do Norte                       | Rio Red do Norte                       | Rio Red do Norte                       | Rio Red do Norte                       | 1 126       | 287 500   |        | Lago Winnipeg (Oceano Atlántico) | Minnesota e Dakota do Norte/ Manitoba ( Canadá) |
| -       | 078     | -                                      | Rio Sheyenne                           | Rio Sheyenne                           | Rio Sheyenne                           | Rio Sheyenne                           | Rio Sheyenne                           | 525         |           |        | Rio Red do Norte                 | Dakota do Norte |
| -       | 108     | -                                      | Rio Pembina                            | Rio Pembina                            | Rio Pembina                            | Rio Pembina                            | Rio Pembina                            | 443         |           |        | Rio Red do Norte                 | Dakota do Norte/ Manitoba ( Canadá) |
| 13*     | 035     | Sistema Apalachicola-Chattahoochee     | Sistema Apalachicola-Chattahoochee     | Sistema Apalachicola-Chattahoochee     | Sistema Apalachicola-Chattahoochee     | Sistema Apalachicola-Chattahoochee     | Sistema Apalachicola-Chattahoochee     | 982         | 50 500    |        | Golfo de México                  | Flórida, Alabama, Geórgia |
| 14      | 039     | Rio Sabine                             | Rio Sabine                             | Rio Sabine                             | Rio Sabine                             | Rio Sabine                             | Rio Sabine                             | 893         | 25 270    |        | Golfo do México                  | Luisiana e Texas |
| -       | 061     | -                                      | Rio Neches                             | Rio Neches                             | Rio Neches                             | Rio Neches                             | Rio Neches                             | 669         | 25 928    |        | Lago Sabine                      | Texas |
| 15      | 045     | Rio Pearl                              | Rio Pearl                              | Rio Pearl                              | Rio Pearl                              | Rio Pearl                              | Rio Pearl                              | 781         | 22 700    |        | Golfo de México                  | Luisiana e Mississippi |
| 17      | 053     | Rio Susquehanna                        | Rio Susquehanna                        | Rio Susquehanna                        | Rio Susquehanna                        | Rio Susquehanna                        | Rio Susquehanna                        | 715         | 71 225    | 1 135  | Oceano Atlántico                 | Maryland - Nova Iorque |
| 18      | 059     | Rio Saint John                         | Rio Saint John                         | Rio Saint John                         | Rio Saint John                         | Rio Saint John                         | Rio Saint John                         | 673         | 54 986    | 990    | Oceano Atlántico                 | Maine / New Brunswick ( Canadá) |
| 19      | 062     | Rio James                              | Rio James                              | Rio James                              | Rio James                              | Rio James                              | Rio James                              | 660         | 27 020    |        | Oceano Atlántico                 | Virgínia |
| 20      | 063     | Rio Roanoke                            | Rio Roanoke                            | Rio Roanoke                            | Rio Roanoke                            | Rio Roanoke                            | Rio Roanoke                            | 660         |           |        | Oceano Atlántico                 | Carolina do Norte e Virgínia |
| 21      | 066     | Rio Connecticut                        | Rio Connecticut                        | Rio Connecticut                        | Rio Connecticut                        | Rio Connecticut                        | Rio Connecticut                        | 640         | 29 138    | 521    | Oceano Atlántico                 | New Hampshire, Vermont, Massachusetts e Connecticut |
| 22      | 067     | Sistema Altamaha-Ocmulgee              | Sistema Altamaha-Ocmulgee              | Sistema Altamaha-Ocmulgee              | Sistema Altamaha-Ocmulgee              | Sistema Altamaha-Ocmulgee              | Sistema Altamaha-Ocmulgee              | 630         | 36 260    |        | Oceano Atlántico                 | Geórgia |
| 23      | 069     | Rio Potomac                            | Rio Potomac                            | Rio Potomac                            | Rio Potomac                            | Rio Potomac                            | Rio Potomac                            | 616         | 40 600    | 306    | Oceano Atlántico                 | Maryland, Virgínia, Virgínia Ocidental, Washington D. C. |
| 24      | 070     | Rio Stikine                            | Rio Stikine                            | Rio Stikine                            | Rio Stikine                            | Rio Stikine                            | Rio Stikine                            | 610         | 51 800    | -      | Oceano Pacífico                  | Alasca/ Colúmbia Britânica ( Canadá) |
| 25      | 072     | Rio Delaware                           | Rio Delaware                           | Rio Delaware                           | Rio Delaware                           | Rio Delaware                           | Rio Delaware                           | 579         | 36 568    | 371    | Oceano Atlántico                 | Delaware, Nova Jersey, Nova Iorque e Pensilvânia |
| 26      | 073     | Rio Penobscot                          | Rio Penobscot                          | Rio Penobscot                          | Rio Penobscot                          | Rio Penobscot                          | Rio Penobscot                          | 563         | 22 300    | 332    | Oceano Atlántico                 | Maine |
| 27      | 074     | Rio Bear (bacia endorreica)            | Rio Bear (bacia endorreica)            | Rio Bear (bacia endorreica)            | Rio Bear (bacia endorreica)            | Rio Bear (bacia endorreica)            | Rio Bear (bacia endorreica)            | 560         |           | -      | Great Salt Lake                  | Utah, Wyoming e Idaho |
| 28      | 077     | Rio San Joaquín                        | Rio San Joaquín                        | Rio San Joaquín                        | Rio San Joaquín                        | Rio San Joaquín                        | Rio San Joaquín                        | 530         | 83 000    | -      | Oceano Pacífico                  | Califórnia |
| 29      | 082     | Rio Nueces                             | Rio Nueces                             | Rio Nueces                             | Rio Nueces                             | Rio Nueces                             | Rio Nueces                             | 507         | 43 511    | -      | Golfo do México                  | Texas |
| 30      | 084     | Rio Savannah                           | Rio Savannah                           | Rio Savannah                           | Rio Savannah                           | Rio Savannah                           | Rio Savannah                           | 505         | 25 511    | 332    | Oceano Atlántico                 | Geórgia |
| 31      | 085     | Rio Susitna                            | Rio Susitna                            | Rio Susitna                            | Rio Susitna                            | Rio Susitna                            | Rio Susitna                            | 504         | 51 800    | -      | Oceano Pacífico                  | Alasca |
| 32      | 088     | Rio Ochlockonee                        | Rio Ochlockonee                        | Rio Ochlockonee                        | Rio Ochlockonee                        | Rio Ochlockonee                        | Rio Ochlockonee                        | 482         | (*)       | -      | Golfo do México                  | Flórida, Geórgia |
| 33      | 089     | Rio Humboldt (bacia endorreica)        | Rio Humboldt (bacia endorreica)        | Rio Humboldt (bacia endorreica)        | Rio Humboldt (bacia endorreica)        | Rio Humboldt (bacia endorreica)        | Rio Humboldt (bacia endorreica)        | 480         |           | -      | Humboldt Sink                    | Nevada |
| 34      | 099     | Rio Copper                             | Rio Copper                             | Rio Copper                             | Rio Copper                             | Rio Copper                             | Rio Copper                             | 460         | 63 195    | -      | Oceano Pacífico                  | Alasca |
| 35      | 102     | Rio Nushagak                           | Rio Nushagak                           | Rio Nushagak                           | Rio Nushagak                           | Rio Nushagak                           | Rio Nushagak                           | 459         | 34 705    | -      | Oceano Pacífico                  | Alasca |
| 36      | 106     | Rio Sevier (bacia endorreica)          | Rio Sevier (bacia endorreica)          | Rio Sevier (bacia endorreica)          | Rio Sevier (bacia endorreica)          | Rio Sevier (bacia endorreica)          | Rio Sevier (bacia endorreica)          | 450         | 14,245    | -      | Lago Sevier                      | Utah |
| 37      | 114     | Rio Suwannee                           | Rio Suwannee                           | Rio Suwannee                           | Rio Suwannee                           | Rio Suwannee                           | Rio Suwannee                           | 426         |           | -      | Golfo do México                  | Geórgia e Flórida |
| 37      | 115*    | Rio Klamath                            | Rio Klamath                            | Rio Klamath                            | Rio Klamath                            | Rio Klamath                            | Rio Klamath                            | 423         | 40 795    | 481,7  | Oceano Pacífico                  | Califórnia e Oregon |